# 小檜溪
小檜溪，是台灣桃園市桃園區的一個傳統地域名稱。

## 地理

### 地名由來
此處古代為北臺灣的交通要道，前人經過時常需要橫渡此地的南崁溪支流（今東門溪），因此這段支流便在清治時期被稱作小過溪，與東邊不遠處的大過溪（今南崁溪主流）相對，並出現以溪名作為地名的小過溪莊；後來「過」字被替換成臺語諧音的「檜」，為小檜溪的由來。

### 範圍
小檜溪位於桃園區中部偏東。北及東隔南崁溪與大檜溪為界，南邊為新路坑、大樹林、桃園，西邊為埔子。相較於今日行政區，其範圍大致包括青溪里、三民里、萬壽里東北部、成功里、朝陽里、北門里北部。

### 聚落
本地區發展較早的聚落有小檜溪、下竹圍等，在日治期初期的官方地圖上已有記載。此外，本地區尚有東埔子、中埔子、西埔子等聚落。

## 歷史
1901年（日治明治三十四年）11月，全台廢縣廳改設二十廳，該庄隸屬於桃仔園廳。1903年（明治三十六年），改名桃園廳。1909年（明治四十二年）10月，合併二十廳為十二廳，該庄隸屬不變。1920年（大正九年），該庄改制為「小檜溪」大字，隸屬於新竹州桃園郡桃園街。
戰後桃園街改制為桃園鎮，隸屬於新竹縣，大字亦改制為里。1950年桃、竹、苗分治，桃園鎮改隸屬於桃園縣。1971年7月，桃園鎮升格為縣轄桃園市。2014年12月桃園縣升格為直轄桃園市，桃園市改制為桃園區。
隨著小檜溪自辦重劃區(又名青溪特區)設立，範圍東至南崁溪、西至民生路、南至三民路二段北側、北至南崁溪與東門溪交界，總面積約39.94公頃，單純以住宅區為最大宗使用面積。大量新建案陸續落成，令小檜溪居住人口迅速增長。

## 交通
省道台1線（長壽路、三民路一段～二段）又稱「縱貫公路」，是台北至屏東楓港的傳統平面幹道，大致以東北東—西南西走向轉東南—西北走向再轉東北東—西南西走向蜿蜒經過本地區。由該道路向東北東可前往龜山、新莊、三重等地，向西南西轉南再轉西繞過桃園市中心區可前往中壢、平鎮、楊梅等地。
省道台4線（春日路、三民路二段）是竹圍到石門的幹道，大致以北北西—南南東走向進入本地區，至三民路二段轉西南西與省道台1線共線後不遠處離開本地區。由該道路向北北西獨行可前往南崁、竹圍並止於省道台15線路口，向西南西轉南至中山路路口續向南獨行，可前往八德、大溪、龍潭大坪並止於省道台3乙線路口。
市道110號（三民路二段、春日路）是大園至新店的道路，大致以西南西—東北東走向與省道台1線、台4線共線進入本地區，至春日路轉南南東獨行後不遠處離開本地區。由該道路向西南西轉西南至永安路路口，轉西北獨行可前往大竹圍（大竹）、新庄子、埔心、大園市區並止於省道台15線路口，向南南東可前往鶯歌、三峽、新店等地。
區道桃11線（成功路二段）是西勢湖至桃園的道路，大致以東北—西南走向轉東北東—西南西走向經過本地區東南部。由該道路向東北轉北蜿蜒上坡，沿楓樹坑西部邊界稜線至水汴頭轉東北續蜿蜒而行，至頂湖路路口轉向南南東，進入舊路坑地區後蜿蜒下坡並止於區道桃7線路口；向西南西至東門國小旁並止於市道110號路口。
區道桃17線（民生路）是蘆竹至桃園市區的道路，大致以北北西—南南東走向經過本地區西部中段及西部南段邊界地帶。由該道路向北北西可前往南崁下、蘆竹聚落並止於區道桃15線路口，向南南東可前往台鐵桃園車站東側並止於省道台1線萬壽路、復興路路口。

## 學校
- 北科附工（小部分）
- 青溪國中
- 青溪國小

## 廟宇
- 鎮撫宮（廣澤尊王廟）

## 公共設施
- JC PARK桃園春日館
- 桃園巨蛋體育館